# Izmajłowskij
Izmajłowskij (ros. Измайловский) – osiedle w Rosji, w obwodzie czelabińskim, w rejonie kizilskim. W 2010 liczyło 1221 mieszkańców.